# Antytrynitaryzm
Antytrynitaryzm (gr. anty + łac. trinitas – przeciw Trójcy) – nurt doktrynalny występujący w wielu różnych wyznaniach chrześcijańskich, nieuznający doktryny o Trójcy Świętej i nieuznający boskości Jezusa Chrystusa. Zapoczątkowany został w I wieku n.e. Głównym założeniem antytrynitaryzmu jest wiara w Boga w jednej osobie w postaci, w jakiej ich zdaniem występował u pierwszych chrześcijan, a wcześniej w judaizmie. W tym zakresie występują różnice z wyznawcami dogmatu o Trójcy Świętej.

## Różne poglądy
Antytrynitarze wyznają dość jednolite poglądy na temat natury Boga Ojca (lub po prostu Boga), zaś niejednolite na temat natury Syna Boga – Jezusa Chrystusa oraz Ducha Świętego. Nie tworzą więc jednej spójnej grupy – łączy ich jedynie to, że odrzucają doktrynę o Bogu w takiej postaci, w jakiej jest powszechnie przyjmowana przez większość wyznań chrześcijańskich, głównie przez katolicyzm, prawosławie i większość protestantów.
Ogólnie rzecz biorąc, różne nauki o Bogu w chrześcijaństwie (wliczając także trynitaryzm) różnią się między sobą w kilku punktach. Są to:
- problem jedności Bóstwa – dotyczy on przede wszystkim pytania, na czym dokładnie polega jedność Ojca, Syna i Ducha Świętego, co jest również związane z pytaniem o prawdziwy monoteizm i tym samym o tożsamość Boga Ojca;
- natura Syna Bożego – istnieją zróżnicowane poglądy na temat jego bóstwa i synostwa, a więc relacji Syna względem Boga Ojca, a także na temat jego człowieczeństwa, co jest również związane z jego wcieleniem i orędownictwem;
- natura Ducha Świętego – zróżnicowane poglądy dotyczą głównie bóstwa Ducha Świętego oraz kwestii jego osobowości, szczególnie w kontekście jego relacji względem Ojca i Syna oraz jego działalności na Ziemi wśród wierzących.

Zatem doktryny odrzucające wiarę w Trójcę Świętą mogą być bardzo zróżnicowane. Wśród różnych doktryn antytrynitarnych można wymienić m.in.:
- unitarianizm
- subordynacjonizm, w tym arianizm i semiarianizm
- monarchianizm, w tym adopcjanizm, modalizm i sabelianizm
- duchobórstwo, w tym macedonianizm
- tryteizm.

## Historia
Do antytrynitarzy należeli starożytni judeochrześcijanie (częściowo, np. ebionici), arianie (zaprzeczający boskiej naturze Jezusa Chrystusa) i macedonianie (zaprzeczający boskiej naturze Ducha Świętego). Różne antytrynitarne nurty, takie jak adopcjanizm oraz arianizm, istniały wspólnie z tzw. głównym prądem chrześcijaństwa do czasu formalnego uchwalenia doktryny o współistotności Ojca i Syna (będącej podstawą doktryny Trójcy Św.) w 325 roku.
Nowożytny antytrynitaryzm zapoczątkowały w XVI w. idee Miguela Serveta, które przyjęli m.in. Bracia polscy, przezwani „arianami”.
Współcześnie do antytrynitarzy zaliczają się:
- Adwentyści Dnia Siódmego – Trzecia Część
- Chrystadelfianie
- Chrześcijanie Dnia Sobotniego
- Jednota Braci Polskich
- Ruch świętych w dniach ostatnich (w tym Mormoni i Strangici)
- Świadkowie Jehowy[1][2][3][4]
- Świecki Ruch Misyjny „Epifania”
- Unitarianie
- Zielonoświątkowcy Jedności Bóstwa
- Zrzeszenie Wolnych Badaczy Pisma Świętego
- Zbory Boże Chrześcijan Dnia Siódmego